# Course de groupe (trot)
Pour les articles homonymes, voir Course de groupe.
Les courses de groupe sont les courses du plus haut niveau dans les courses hippiques de trot.

## Le système
Ce système de classification distingue les courses selon le niveau des chevaux qui y participent. Les courses de groupe 1 (ou groupe I) sont les plus importantes, puis les groupe 2 (ou groupe II) et, en France seulement, les groupe 3 (ou groupe III). Seuls des chevaux jugés de grande qualité disputent ces épreuves, dont l'accès est conditionné par leurs gains, et les performances qu'ils y produisent sont primordiales notamment pour déterminer leur valeur comme reproducteur (étalons ou poulinières).    
En France, les courses de groupe I réservés aux jeunes chevaux (jusqu'à 5 ans) sont dites classiques, et les courses de groupe II dites semi-classiques. 

## Liste des courses de groupe dans le monde

### France

#### Groupe I
La France compte vingt-huit courses de groupe I au trot, dix-sept à l'attelé et onze au monté. La majorité sont courues sur l'hippodrome de Vincennes (20). Enghien, Cagnes-sur-Mer et Caen en accueillent une chacun. Le Prix de Cornulier est la course reine en trot monté (700 000 €) et le Prix d'Amérique Legend Race la course reine du trot attelé (1 000 000 €).
| Meeting   | Mois      | Course                                                   | Discipline  | Départ    | Distance | Allocation  | Âge        | Hippodrome     |
| Hiver     | Décembre  | Prix Ready Cash - Sulky World Cup Qualif #2              | Trot attelé | Volté     | 2 700 m. | 200 000 €   | 3 ans      | Vincennes      |
| Hiver     | Décembre  | Prix Jag de Bellouet - Cornulier Races Qualif #1         | Trot monté  | Volté     | 2 700 m. | 200 000 €   | 4 ans      | Vincennes      |
| Hiver     | Décembre  | Prix Bilibili - Cornulier Races Qualif #2                | Trot monté  | Volté     | 2 700 m. | 200 000 €   | 5 ans      | Vincennes      |
| Hiver     | Décembre  | Prix de Vincennes                                        | Trot monté  | Volté     | 2 700 m. | 240 000 €   | 3 ans      | Vincennes      |
| Hiver     | Décembre  | Prix d'Amérique Races Qualif #3 - Critérium continental  | Trot attelé | Autostart | 2 100 m. | 200 000 €   | 4 ans      | Vincennes      |
| Hiver     | Décembre  | Prix d'Amérique Races Qualif #4 - Prix Ténor de Baune    | Trot attelé | Volté     | 2 700 m. | 200 000 €   | 5 ans      | Vincennes      |
| Hiver     | Janvier   | Prix de Cornulier - Finale Cornulier Races               | Trot monté  | Volté     | 2 700 m. | 700 000 €   | 4 à 11 ans | Vincennes      |
| Hiver     | Janvier   | Prix de l'Île-de-France - Finale Cornulier Races         | Trot monté  | Volté     | 2 175 m. | 200 000 €   | 4 à 11 ans | Vincennes      |
| Hiver     | Janvier   | Prix d'Amérique Legend Race                              | Trot attelé | Volté     | 2 700 m. | 1 000 000 € | 4 à 11 ans | Vincennes      |
| Hiver     | Janvier   | Prix Ourasi - Sulky World Cup 4 Ans Finale               | Trot attelé | Volté     | 2 700 m. | 300 000 €   | 4 ans      | Vincennes      |
| Hiver     | Janvier   | Prix Bold Eagle - Sulky World Cup 5 Ans Finale           | Trot attelé | Volté     | 2 700 m. | 300 000 €   | 5 ans      | Vincennes      |
| Hiver     | Février   | Prix de France Speed Race                                | Trot attelé | Autostart | 2 100 m. | 400 000 €   | 4 à 11 ans | Vincennes      |
| Hiver     | Février   | Critérium des Jeunes                                     | Trot attelé | Volté     | 2 700 m. | 200 000 €   | 3 ans      | Vincennes      |
| Hiver     | Février   | Prix de Paris Marathon Race                              | Trot attelé | Volté     | 4 150 m. | 400 000 €   | 4 à 11 ans | Vincennes      |
| Hiver     | Mars      | Prix des Centaures                                       | Trot monté  | Volté     | 2 200 m. | 240 000 €   | 4 à 6 ans  | Vincennes      |
| Hiver     | Mars      | Prix de Sélection                                        | Trot attelé | Volté     | 2 200 m. | 240 000 €   | 4 à 6 ans  | Vincennes      |
| Hiver     | Mars      | Grand Critérium de vitesse de la Côte d'Azur             | Trot attelé | Autostart | 1 609 m. | 200 000 €   | 4 à 11 ans | Cagnes-sur-Mer |
| Printemps | Avril     | Prix de l'Atlantique                                     | Trot attelé | Autostart | 2 150 m. | 200 000 €   | 4 à 10 ans | Enghien        |
| Printemps | Juin      | Prix René Ballière                                       | Trot attelé | Autostart | 2 100 m. | 200 000 €   | 4 à 10 ans | Vincennes      |
| Printemps | Juin      | Prix Albert Viel (ex Prix Capucine)                      | Trot attelé | Volté     | 2 700 m. | 200 000 €   | 3 ans      | Vincennes      |
| Printemps | Juin      | Prix du Président de la République - Étrier 4 Ans Finale | Trot monté  | Volté     | 2 850 m. | 240 000 €   | 4 ans      | Vincennes      |
| Printemps | Juin      | Prix d'Essai - Étrier 3 Ans Finale                       | Trot monté  | Volté     | 2 175 m. | 200 000 €   | 3 ans      | Vincennes      |
| Printemps | Juin      | Prix de Normandie - Étrier 5 Ans Finale                  | Trot monté  | Volté     | 3 000 m. | 240 000 €   | 5 ans      | Vincennes      |
| Eté       | Septembre | Critérium des 3 ans                                      | Trot attelé | Volté     | 2 700 m. | 240 000 €   | 3 ans      | Vincennes      |
| Eté       | Septembre | Critérium des 4 ans                                      | Trot attelé | Volté     | 2 850 m. | 240 000 €   | 4 ans      | Vincennes      |
| Été       | Septembre | Critérium des 5 ans                                      | Trot attelé | Volté     | 3 000 m. | 240 000 €   | 5 ans      | Vincennes      |
| Été       | Septembre | Prix des Élites                                          | Trot monté  | Volté     | 2 175 m. | 240 000 €   | 4 ans      | Vincennes      |
| Automne   | Octobre   | Saint-Léger des Trotteurs                                | Trot monté  | Volté     | 2 450 m. | 150 000 €   | 3 ans      | Caen           |

#### Groupe II

##### Attelé
- Prix d'Amérique Races Qualif #1 - Prix de Bretagne (Vincennes, Paris)
- Prix d'Amérique Races Qualif #2 - Prix du Bourbonnais (Vincennes, Paris)
- Prix d'Amérique Races Qualif #5 - de Bourgogne (Vincennes, Paris)
- Prix d'Amérique Races Qualif #6 - Prix de Belgique (Vincennes, Paris)
- Prix de Washington (hippodrome d'Enghien-Soisy, Enghien-les-Bains)
- Prix de La Haye (hippodrome d'Enghien-Soisy, Enghien-les-Bains, supprimé en 2017)
- Prix Jean-Luc Lagardère (hippodrome d'Enghien-Soisy, Enghien-les-Bains)
- Prix de Buenos-Aires (hippodrome d'Enghien-Soisy, Enghien-les-Bains, supprimé en 2022)
- Prix Roederer (Vincennes, Paris, supprimé en 2008)
- Prix Kerjacques (Vincennes, Paris)
- Prix Uranie (Vincennes, Paris)
- Prix Victor Régis (Vincennes, Paris)
- Prix d'Été (Vincennes, Paris)
- Prix Doynel de Saint-Quentin (Vincennes, Paris)
- Prix Emmanuel Margouty (Vincennes, Paris)
- Prix Chambon P (Vincennes, Paris)
- Prix des Ducs de Normandie (hippodrome de la Prairie, Caen)
- Prix Éphrem Houel (Vincennes, Paris)
- Prix Jockey - Critérium des 5 Ans Qualif #2 (Vincennes, Paris)
- Prix Kalmia (Vincennes, Paris)
- Prix Phaéton - Critérium des 4 Ans Qualif #2 (Vincennes, Paris)
- Prix Robert Auvray (Vincennes, Paris)
- Prix Abel Bassigny - Critérium des 3 Ans Qualif #2 (Vincennes, Paris)
- Prix Reine du Corta - Critérium des 3 Ans Qualif #1 (Vincennes, Paris)
- Prix Marcel Laurent (Vincennes, Paris)
- Prix Annick Dreux - Critérium des 3 Ans Qualif #3 (Vincennes, Paris)
- Prix Octave Douesnel - Sulky World Cup 5 Ans Qualif #1 (Vincennes, Paris)
- Prix Ariste-Hémard - Sulky World Cup 5 Ans Qualif #2 (Vincennes, Paris)
- Prix de Tonnac-Villeneuve (Enghien, Paris)
- Prix Guy Deloison - Sulky World Cup 4 Ans Qualif #1 (Vincennes, Paris)
- Prix Pierre Plazen (Vincennes, Paris, supprimé en 2022)
- Prix de Croix - Sulky World Cup 4 Ans Qualif #4 (Vincennes, Paris)
- Prix Une de Mai (Vincennes, Paris)
- Prix Jacques de Vaulogé - Critérium des 3 Ans Qualif #4 (Vincennes, Paris)
- Prix Jean Le Gonidec (Vincennes, Paris)
- Prix Maurice de Gheest (trot) (Vincennes, Paris)
- Prix Gélinotte (Vincennes, Paris)
- Prix Charles Tiercelin - Sulky World Cup 4 Ans Qualif #3 (Vincennes, Paris)
- Prix Paul Viel (Vincennes, Paris)
- Prix Roquépine (Vincennes, Paris)
- Prix Ovide Moulinet (Vincennes, Paris)
- Prix de l'Union européenne (Vincennes, Paris, supprimé en 2017)
- Prix Gaston de Wazières - Critérium des 4 Ans Qualif #3 (Vincennes, Paris)
- Prix Gaston Brunet - Critérium des 4 Ans Qualif #4 (Vincennes, Paris)
- Prix Albert Demarcq (Vincennes, Paris)
- Prix Louis Jariel - Critérium des 5 Ans Qualif #1 (Vincennes, Paris)
- Prix Jules Thibault (Vincennes, Paris)
- Grand Prix du Sud-Ouest (hippodrome variable : Agen, Beaumont-de-Lomagne, Bordeaux, Toulouse)
- Critérium de vitesse de Basse-Normandie (hippodrome d'Argentan, Argentan)
- Grand Prix du Conseil municipal (hippodrome de Bellerive, Vichy)
- Prix Henri Levesque (Vincennes, Paris)
- Prix Paul Karle (Vincennes, Paris)
- Prix Masina (Vincennes, Paris)
- Prix Ozo (Vincennes, Paris)
- Prix Guy Le Gonidec (Vincennes, Paris)
- Prix de la Communauté de communes de la Thiérache du Centre (hippodrome de La Capelle)
- Prix Paul Leguerney - Critérium des 4 Ans Qualif #1 (Vincennes, Paris)
- Grand Prix du Département des Alpes-Maritimes (hippodrome de la Côte d'Azur, Cagnes-sur-Mer)
- Finale du Grand National du trot (Vincennes, Paris)

##### Monté
- Prix de Londres (hippodrome d'Enghien-Soisy, Enghien-les-Bains)
- Prix Hervé Céran-Maillard (Vincennes, Paris)
- Prix Louis Tillaye (Vincennes, Paris)
- Prix Céneri Forcinal (Vincennes, Paris)
- Prix de Basly (Vincennes, Paris)
- Prix Reynolds (Vincennes, Paris)
- Prix Raoul Ballière (Vincennes, Paris)
- Prix Philippe du Rozier (Vincennes, Paris)
- Prix Jules Lemonnier (Vincennes, Paris)
- Prix Camille de Wazières (Vincennes, Paris)
- Prix Camille Blaisot (Vincennes, Paris)
- Prix Camille Lepecq (Vincennes, Paris)
- Prix du Calvados - Cornulier Races Qualif #3 (Vincennes, Paris)
- Prix Paul Buquet (Vincennes, Paris)
- Prix Paul Bastard (Vincennes, Paris)
- Prix Jacques Andrieu (Vincennes, Paris)
- Prix Louis Le Bourg (Vincennes, Paris)
- Prix Louis Forcinal - Étrier 5 Ans Qualif #1 (Vincennes, Paris)
- Prix Xavier de Saint Palais (Vincennes, Paris)
- Prix Pierre Gamare - Prix de Caen (hippodrome de la Prairie, Caen)
- Prix Hémine (Vincennes, Paris)
- Prix Lavater - Étrier 4 Ans Qualif #3 (Vincennes, Paris)
- Prix René Palyart - Étrier 4 Ans Qualif #1 (Vincennes, Paris)
- Prix Émile Riotteau (Vincennes, Paris)
- Prix de Pardieu (Vincennes, Paris)
- Prix Félicien Gauvreau (Vincennes, Paris)
- Prix Ali Hawas (Vincennes, Paris)
- Prix Théophile Lallouet (Vincennes, Paris)
- Prix Gai Brillant (Vincennes, Paris)
- Prix Jean Gauvreau - Étrier 5 Ans Qualif #2 (Vincennes, Paris)
- Prix Henri Ballière - Étrier 4 Ans Qualif #2 (hippodrome de la Prairie, Caen)
- Prix Victor Cavey - Étrier 5 Ans Qualif #3 (Vincennes, Paris)
- Prix Edmond Henry (Vincennes, Paris)
- Prix Joseph-Lafosse (Vincennes, Paris)

#### Groupe III

##### Attelé
- Prix du Bois de Vincennes (Vincennes, Paris)
- Prix de la Marne (Vincennes, Paris)
- Prix du Plateau de Gravelle (Vincennes, Paris)
- Prix de la Côte d'Azur (hippodrome de la Côte d'Azur, Cagnes-sur-Mer)
- Prix du Forez (Vincennes, Paris)
- Prix de Ribérac (Vincennes, Paris)
- Prix de Mirande (Vincennes, Paris)
- Prix de Brest (Vincennes, Paris)
- Prix Bellino II (Vincennes, Paris)
- Prix Michel-Marcel Gougeon (Vincennes, Paris)
- Prix du Luxembourg (Vincennes, Paris)
- Prix Jean-René Gougeon (Vincennes, Paris)
- Prix Helen Johansson (Vincennes, Paris)
- Grand Prix de Vincennes (hippodrome de la Côte d'Azur, Cagnes-sur-Mer)
- Prix d'Avignon (Vincennes, Paris)
- Prix Léopold Verroken (Vincennes, Paris)
- Prix de Rouen (Vincennes, Paris)
- Prix d'Orthez (Vincennes, Paris)
- Prix de Nevers (Vincennes, Paris)
- Prix Pierre Désiré Allaire (hippodrome de la Côte d'Azur, Cagnes-sur-Mer)
- Prix de la Mayenne (Vincennes, Paris)
- Prix Vindex (Vincennes, Paris)
- Les 14 étapes provinciales du Grand National du trot
- Prix du Bois de Vincennes (Vincennes, Paris)
- Prix de Chatillon (Vincennes, Paris)
- Prix Penthesilea (Vincennes, Paris)
- Grand Prix Angers Loire Métropole (hippodrome d'Angers)
- Prix Jean Riaud (Vincennes, Paris)
- Prix Atlas (Vincennes, Paris)
- Prix Aschera (Vincennes, Paris)
- Grand Prix SC Immobilier Equestre (hippodrome du Bouscat)
- Prix du Vaucluse (Vincennes, Paris)
- Prix Guillaume Le Conquérant (hippodrome de la Prairie, Caen)
- Prix du Gatinais (Vincennes, Paris)
- Prix du Perreux (Vincennes, Paris)
- Prix Caecilia (Vincennes, Paris)
- Prix du Crépuscule (Vincennes, Paris)
- Prix de Gien (Vincennes, Paris)
- Prix d'Istres (Vincennes, Paris)
- Prix de Grasse (Vincennes, Paris)
- Prix Raymond Fouard (Vincennes, Paris)
- Prix de Rome (hippodrome d'Enghien-Soisy, Enghien-les-Bains)
- Prix du Louvre (hippodrome d'Enghien-Soisy, Enghien-les-Bains)
- Prix de Cap Esterel (hippodrome de la Côte d'Azur, Cagnes-sur-Mer)
- Prix de Milan (hippodrome d'Enghien-Soisy, Enghien-les-Bains)
- Prix Henry Cravoisier (hippodrome d'Enghien-Soisy, Enghien-les-Bains)
- Prix de la Chaussée d'Antin (hippodrome d'Enghien-Soisy, Enghien-les-Bains)
- Prix Alexandre Roucayrol (hippodrome de la Côte d'Azur, Cagnes-sur-Mer)
- Prix de Genève (hippodrome d'Enghien-Soisy, Enghien-les-Bains)
- Prix de Berlin (hippodrome d'Enghien-Soisy, Enghien-les-Bains)
- Grand Prix Dynavena Maisagri (hippodrome de Marianne - Grenade-sur-Garonne)
- Yearling Cup Arqana Trot (Vincennes, Paris)
- Prix de Provence (Vincennes, Paris)
- Prix de Beaugency (Vincennes, Paris)
- Finale du Trophée Vert (hippodrome de La Touche - Craon)
- Grand Prix de la Fédération nationale du Nord (en alternance : hippodrome de La Capelle, hippodrome du Petit-Saint-Jean - Amiens, hippodrome Serge-Charles - Le Croisé-Laroche)
- Prix Émile Bézière (Vincennes, Paris)
- Prix Timocharis (Vincennes, Paris)
- Grand Prix Anjou-Maine (en alternance : hippodrome de Bellevue-la-Forêt - Laval, hippodrome d'Éventard - Angers - hippodrome de Meslay-du-Maine, hippodrome des Hunaudières - Le Mans)
- Prix Louis Cauchois (Vincennes, Paris)
- Prix Marcel Dejean (Vincennes, Paris)
- Prix de la Ville de Caen (hippodrome de la Prairie, Caen)
- Prix Pierre Van Troyen (Vincennes, Paris)
- Grand Prix du Centre-Est (en alternance : hippodrome du Carré de Soie - Lyon-La Soie, hippodrome de Parilly - Lyon, hippodrome de Feurs, hippodrome de Saint-Galmier)
- Prix des Cévennes (Vincennes, Paris)
- Grand Prix de la Charente-Maritime (hippodrome de Chatelaillon - La Rochelle)
- Prix de Château-Thierry (Vincennes, Paris)
- Prix de Vaumas (Vincennes, Paris)
- Prix du Languedoc (Vincennes, Paris)
- Prix de Boissy-Saint-Léger (Vincennes, Paris)
- Prix Vourasie (Vincennes, Paris)
- Prix Timoko (Vincennes, Paris)
- Prix de Chenonceaux (Vincennes, Paris)
- Grand Prix de Salon-de-Provence (hippodrome de Salon-de-Provence)
- Le Trot Open des Régions - 3 Ans (Vincennes, Paris)
- Le Trot Open des Régions - 4 Ans (Vincennes, Paris)
- Le Trot Open des Régions - 5 Ans (Vincennes, Paris)
- Prix Narquois (Vincennes, Paris)
- Prix Oscar Collard (Vincennes, Paris)
- Prix de Mansle (Vincennes, Paris)
- Prix Albert Rayon (Vincennes, Paris)
- Prix Jean Dumouch (Vincennes, Paris)
- Grand Prix de Noël (hippodrome de la Côte d'Azur, Cagnes-sur-Mer)

##### Monté
- Prix du Pontavice de Heussey (Vincennes, Paris)
- Prix Henri Desmontils (Vincennes, Paris)
- Prix Yvonnick Bodin (Vincennes, Paris)
- Prix Léon Tacquet (Vincennes, Paris)
- Prix Djérid (Vincennes, Paris)
- Prix de Dozulé (Vincennes, Paris)
- Prix Indienne (Vincennes, Paris)
- Prix Holly du Locton (Vincennes, Paris)
- Prix Édouard Marcillac (Vincennes, Paris)
- Prix d'Avenches (Vincennes, Paris)
- Prix Cornélia (Vincennes, Paris)
- Prix Roger Ledoyen (Vincennes, Paris)
- Prix Guillaume de Bellaigue (Vincennes, Paris)
- Prix Serpentis (Vincennes, Paris)
- Prix Paul Delanoë (Vincennes, Paris)
- Prix Jean-Paul Fairand (Vincennes, Paris)
- Prix Legoux-Longpré (Vincennes, Paris)
- Prix Phact (Vincennes, Paris)
- Prix de Saint-Ouen-l'Aumone (Vincennes, Paris)
- Prix Gordonia (Vincennes, Paris)
- Prix Olry-Roederer (Vincennes, Paris)
- Prix de l'Île d'Oléron (Vincennes, Paris)
- Prix Urgent (Vincennes, Paris)
- Prix Auguste François (Vincennes, Paris)

### Suède (Groupe I uniquement)
| Mois      | Course                    | Distance | Allocation    | Âge               | Hippodrome |
| Avril     | Olympiatravet             | 2140 m.  | 2 780 000 SEK | 3 ans et plus     | Åby        |
| Mai       | Elitloppet                | 1609 m.  | 5 250 000 SEK | 4 ans et plus     | Solvalla   |
| Mai       | Konung Gustaf V:s Pokal   | 2140 m.  | 1 750 000 SEK | Mâles de 4 ans    | Åby        |
| Mai       | Drottning Silvias Pokal   | 2140 m.  | 1 750 000 SEK | Femelles de 4 ans | Åby        |
| Juillet   | Hugo Åbergs Memorial      | 1609 m.  | 1 750 000 SEK | 4 ans et plus     | Jägersro   |
| Juillet   | Sprintermästaren          | 1609 m.  | 1 750 000 SEK | Mâles de 4 ans    | Halmstad   |
| Juillet   | Stochampionatet           | 2640 m.  | 2 000 000 SEK | Femelles de 4 ans | Axevalla   |
| Août      | Jubileumspokalen          | 2140 m.  | 1 750 000 SEK | 5 ans             | Solvalla   |
| Août      | Åby Stora Pris            | 1640 m.  | 1 400 000 SEK | 4 ans et plus     | Åby        |
| Août      | Sundsvall Open Trot       | 2140 m.  | 1 750 000 SEK | 3 ans et plus     | Bergsåker  |
| Septembre | Svenskt Travderby         | 2640 m.  | 4 000 000 SEK | 4 ans             | Jägersro   |
| Novembre  | Svensk Uppfödningslöpning | 1640 m.  | 1 200 000 SEK | 2 ans             | Jägersro   |

### Norvège (Groupes I uniquement)
| Mois      | Course               | Distance | Allocation    | Âge            | Hippodrome |
| Mai       | Forus Open (ex Gr.I) | 2040 m.  | 480 000 NOK   | 3 ans et plus  | Forus      |
| Mai       | Grand Prix d'Oslo    | 2100 m.  | 2 870 000 NOK | 3 ans et plus  | Bjerke     |
| Septembre | Norsk Travkriterium  | 2100 m.  | 1 680 000 NOK | Mâles de 3 ans | Bjerke     |
| Septembre | Norsk Travderby      | 2600 m.  | 2 180 000 NOK | Mâles de 4 ans | Bjerke     |

### Finlande (Groupes I uniquement)
| Mois    | Course                 | Distance | Allocation | Âge           | Hippodrome |
| Avril   | Prix Étain Royal       | 2100 m.  | 108 000 €  | 4 ans et plus | Seinäjoki  |
| Mai     | Finlandia Ajo          | 1609 m.  | 190 000 €  | 4 ans et plus | Vermo      |
| Juin    | Suur-Hollola-Ajo       | 2140 m.  | 177 000 €  | 4 ans et plus | Lahti      |
| Juin    | Kymi Grand Prix        | 2100 m.  | 165 000 €  | 4 ans et plus | Kouvola    |
| Juillet | Prix Saint-Michel      | 1609 m.  | 124 000 €  | 4 ans et plus | Mikkeli    |
| Août    | Grand Derby Finlandais | 2600 m.  | 221 000 €  | 4 ans         | Vermo      |

### Allemagne (Groupes I uniquement)
| Mois    | Course                                | Distance | Allocation | Âge           | Hippodrome    |
| Juillet | Elite-Rennen (course supprimée)       | 2011 m.  | 150 000 €  | 4 ans et plus | Gelsenkirchen |
| Août    | Traber Derby                          | 1900 m.  | 225 068 €  | 3 ans         | Mariendorf    |
| Octobre | Grosser Preis von Bild (ex Gr.I)      | 1609 m.  | 100 000 €  | 4 ans et plus | Gelsenkirchen |
| Octobre | Prix des Meilleurs (course supprimée) | 2100 m.  | 70 000 €   | 4 ans et plus | Daglfing      |
| Octobre | Grand Prix d'Allemagne                | 1680 m.  | 200 000 €  | 4 ans         | Hambourg      |

### Danemark (Groupes I uniquement)
| Mois | Course               | Distance | Allocation    | Âge           | Hippodrome     |
| Mai  | Copenhague Cup       | 2011 m.  | 1 000 000 DKK | 3 ans et plus | Charlottenlund |
| Août | Derby du trot danois | 3000 m.  | 525 000 DKK   | 4 ans         | Charlottenlund |

### Belgique (Groupes I uniquement)
| Mois | Course                 | Distance | Allocation | Âge           | Hippodrome |
| Août | Grand Prix de Wallonie | 2300 m.  | 180 000 €  | 4 ans et plus | Mons       |

### Italie (Groupe I uniquement)
| Mois      | Course                                      | Distance | Allocation | Âge           | Hippodrome   |
| Avril     | Grand Prix de la Côte d'Azur                | 1600 m.  | 132 000 €  | 5 ans et plus | Turin        |
| Avril     | Grand Prix de la Société Campo di Mirafiori | 1600 m.  | 110 000 €  | 5 ans et plus | Turin        |
| Mai       | Prix Tito Giovanardi                        | 2060 m.  | 154 000 €  | 3 ans         | Ghirlandina  |
| Mai       | Grand Prix de la Loterie                    | 1600 m.  | 278 460 €  | 4 ans et plus | Agnano       |
| Juin      | Prix de la Ville de Naples                  | 2100 m.  | 154 000 €  | 3 ans         | Agnano       |
| Juin      | Grand Prix Tino Triossi                     | 2100 m.  | 209 000 €  | 4 ans         | Tor di Valle |
| Juin      | Grand Prix UNIRE (épreuve supprimée)        | 2100 m.  | 202 200 €  | 4 ans et plus | San Siro     |
| Août      | Grand Prix de la Ville de Montecatini       | 1640 m.  | 146 300 €  | 4 ans et plus | Sesana       |
| Septembre | Championnat Européen                        | 1640 m.  | 187 000 €  | 4 ans et plus | Cesena       |
| Septembre | Grand Prix Continental                      | 2060 m.  | 209 000 €  | 4 ans         | Arcoveggio   |
| Septembre | Prix Carlo Marangoni                        | 2100 m.  | 154 000 €  | 3 ans         | Turin        |
| Octobre   | Grand Prix Freccia d'Europe                 | 1600 m.  | 110 000 €  | 4 ans et plus | Agnano       |
| Octobre   | Derby italien du trot                       | 2100 m.  | 770 000 €  | 3 ans         | Tor di Valle |
| Novembre  | Palio des Communes                          | 1600 m.  | 105 600 €  | 3 ans et plus | Montegiorgio |
| Novembre  | Grand Prix Orsi Mangelli                    | 2250 m.  | 220 000 €  | 3 ans         | San Siro     |
| Novembre  | Grand Critérium                             | 1600 m.  | 165 000 €  | 2 ans         | Trévise      |
| Novembre  | Grand Prix des Nations                      | 2100 m.  | 308 000 €  | 4 ans et plus | La Maura     |
| Novembre  | Prix d'Europe                               | 2100 m.  | 209 000 €  | 4 ans         | San Siro     |
| Décembre  | Grand Prix Allevatori                       | 2100 m.  | 220 000 €  | 2 ans         | Tor di Valle |
| Décembre  | Gala international du trot                  | 2100 m.  | 110 000 €  | 4 ans et plus | Tor di Valle |

### Pays-Bas
| Mois    | Course                    | Distance | Allocation | Âge           | Hippodrome |
| Octobre | Prix des Géants (ex-Gr.1) | 2011 m.  | 70 000 €   | 4 ans et plus | Wolvega    |

### Europe (courses itinérantes)
| Mois    | Course                         | Allocation     | Âge           |
| Été     | Championnat Européen des 5 ans | env. 100 000 € | 5 ans         |
| Automne | UET Trotting Masters           | env. 500 000 € | 4 ans et plus |
| Automne | Championnat Européen des 3 ans | env. 100 000 € | 3 ans         |
| Automne | Grand Prix de l'UET            | env. 350 000 € | 4 ans         |

### États-Unis
NB : Le système des courses de groupe n'existe pas aux États-Unis. Néanmoins, ces épreuves, parmi les plus prestigieuses du calendrier américain, ont un niveau équivalent à groupe 1.
| Mois    | Course                     | Distance | Allocation  | Âge           | Hippodrome        |
| Août    | John Cashman, Jr. Memorial | 1609 m   | $ 300 000   | 3 ans et plus | Meadowlands       |
| Août    | Hambletonian               | 1609 m   | $ 1 000 000 | 3 ans         | Meadowlands       |
| Août    | Challenge Cup (supprimé)   | 2011 m   | $ 100 000   | 4 ans et plus | Roosevelt Raceway |
| Octobre | International Trot         | 2011 m   | $ 1 000 000 | 4 ans et plus | Yonkers Raceway   |
| Octobre | Breeders' Crown Open       | 1609 m.  | $ 500 000   | 3 ans et plus | itinérant         |